# Bambibrunnen

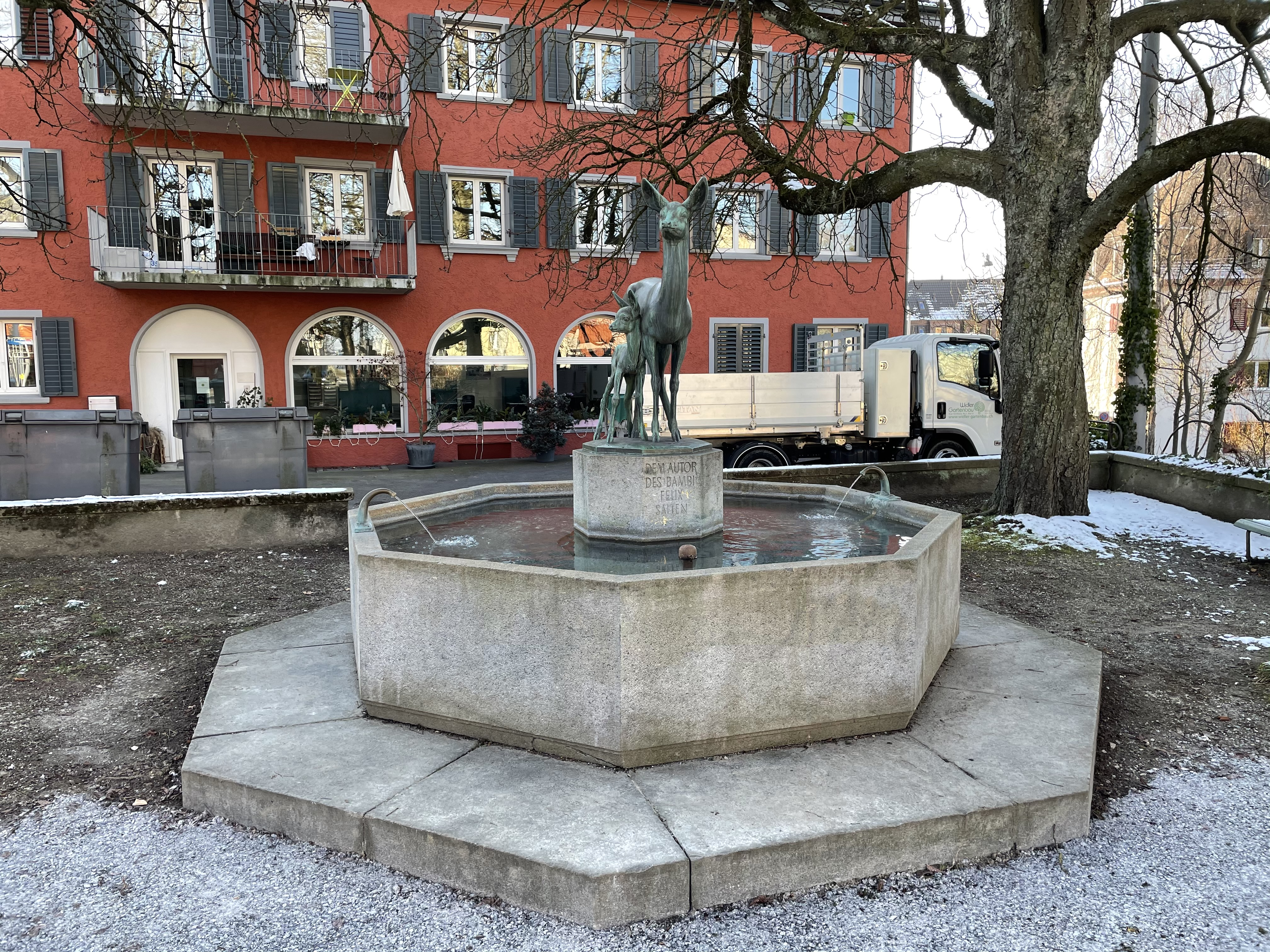
Der Bambibrunnen

Der Bambibrunnen in Zürich ist ein Brunnen aus dem Jahr 1931. Im Brunnenguide der Stadt Zürich trägt er die Nummer 290.

## Geschichte und Beschreibung
Der Bambibrunnen ist einer von vielen Brunnen mit Tierfiguren in Zürich. Die Baugenossenschaft Oberstrass ermöglichte 1931 seine Errichtung an der Ecke Langmauerstrasse/Winterthurerstrasse. Der achteckige Trog besteht aus Segheria-Granit, die Bronzefiguren von Arnold Huggler stellen eine Rehmutter mit Kitz dar. 1937 wurden die Figuren für sechs Monate auf einer Ausstellung in Paris gezeigt.
Seit 1950 steht am Brunnen die Inschrift Dem Autor des Bambi, Felix Salten. Salten hatte seine Bambi-Geschichte in Zürich vollendet und starb dort 1945.